# Belval (Vosges)
Belval is een gemeente in het Franse departement Vosges in de regio Grand Est en maakt deel uit van het arrondissement Saint-Dié-des-Vosges. De gemeente telde 153 inwoners op 1 januari 2022.

## Geschiedenis
De gemeente maakte tot 2015 deel uit van het kanton Senones. Toen het kanton werd opgeheven op 22 maart 2015 werd Belval opgenomen in het kanton Raon-l'Étape.

## Geografie
De oppervlakte van Belval bedraagt 6,84 vierkante kilometer; Op 1 januari 2022 was de bevolkingsdichtheid 22,4 inwoners per km².
De onderstaande kaart toont de ligging van Belval met de belangrijkste infrastructuur en aangrenzende gemeenten.

## Demografie
Onderstaande figuur toont het verloop van het inwonertal.
Allarmont · Anglemont · Ban-de-Sapt · Bazien · Belval · Brû · Celles-sur-Plaine · Châtas · Denipaire · Domptail · Doncières · Étival-Clairefontaine · Grandrupt · Hurbache · Luvigny · Ménarmont · Ménil-de-Senones · Ménil-sur-Belvitte · Le Mont · Moussey · Moyenmoutier · Nompatelize · Nossoncourt · La Petite-Raon · Le Puid · Raon-l'Étape · Raon-sur-Plaine · Roville-aux-Chênes · Saint-Benoît-la-Chipotte · Sainte-Barbe · Saint-Jean-d'Ormont · Saint-Pierremont · Saint-Remy · Saint-Stail · Le Saulcy · Senones · Le Vermont · Vexaincourt · Vieux-Moulin · Xaffévillers